# うたの木 seasons “冬”
『うたの木 seasons “冬”』（うたのき シーズンズ ふゆ）は、2004年11月17日にリリースされた渡辺美里の2枚目のカバー・アルバム。

## 解説
春夏秋冬にちなんだ楽曲を収録したミニアルバムのシリーズ「うたの木 seasons」の第1弾としてリリースされた。
冬の唱歌や、セルフカバー曲が収録されている。
ジャケットに描かれている犬の名前は「comomo」といい、春夏秋冬の4枚のアルバムのジャケットすべてに描かれている。

## 収録曲
1. 冬景色
  - 編曲：中村太知
  - 文部省唱歌
2. メドレー（たき火〜ペチカ〜お正月）
  - 編曲：大井洋輔
  - （たき火： 作詞：巽聖歌、作曲：渡辺茂）
  - （ペチカ： 作詞：北原白秋、作曲：山田耕筰）
  - （お正月： 作詞：東くめ、作曲：瀧廉太郎）
3. BELIEVE seasons “冬” ver.
  - 作詞：渡辺美里、作曲：小室哲哉、編曲：三沢またろう
  - 1986年にリリースされたシングルのセルフカバー
4. きよしこの夜
  - 作詞：FRANZ GRUBER XAVER、作曲：JOSEPH MOHR、訳詞：由木康、編曲：斉藤恒芳
5. 冬の星座
  - 作詞・作曲：WILLIAM HAYS SHAKESPEARE、訳詞：堀内敬三、編曲：中村太知